# ASML Holding
ASML Holding N.V. là công ty Hà Lan và hiện tại là nhà cung cấp hàng đầu thế giới về thiết bị quang khắc cho ngành công nghiệp bán dẫn. ASML sản xuất máy dùng trong quy trình sản xuất bảng mạch tích hợp. Công ty được giao dịch trên sàn Euro Stoxx 50 và NASDAQ-100.

## Các sản phẩm
Máy quang khắc được dùng trong dây chuyền sản xuất chip điện tử. Trong các máy này, các khuôn mẫu được tạo hình quang học trên lớp màng vật liệu nhạy sáng (photoresist) bao phủ trên tấm đế silicon. Quy trình này được lặp lại hàng chục lần trên một đế. Chất nhạy sáng sau đó được xử lý thêm để tạo ra các mạch điện tử thực tế. Hình ảnh quang học mà các máy của ASML xử lý được sử dụng trong chế tạo gần như tất cả các mạch tích hợp và tính đến năm 2010, ASML có 67% doanh số bán máy quang khắc trên toàn thế giới, cạnh tranh với các công ty như Ultratech, Canon và Nikon.

### Công nghệ quang khắc bản ngâm (Immersion)
Kể từ năm 2011, hệ thống TWINSCAN NXT: 1950i cao cấp của ASML được sử dụng để sản xuất các bản mạch có xuống tới kích cỡ 32 nm (và triển vọng cho 22 nm) với tốc độ lên tới 200 đế/giờ, sử dụng ống kính ngâm nước và nguồn laser từ argon fluoride tạo ra ánh sáng ở bước sóng 193 nm. Tính đến năm 2011, một máy quang khắc trung bình có giá 27 triệu euro.

### Công nghệ quang khắc tia cực tím (EUV)
ASML là công ty đầu tiên sản xuất các máy quang khắc sử dụng nguồn sáng của tia cực tím trong phạm vi bước sóng 13,3-13,7 nm. Ánh sáng tia cực tím được tạo ra bằng cách bắn tia laser với nguồn năng lượng cao vào các giọt thiếc nóng chảy. Sự tương tác này sản xuất ra plasma và phát ra ánh sáng tia cực tím. Năm 2009, trung tâm nghiên cứu IMEC tại Bỉ đã sản xuất thành công các tế bào bộ nhớ SRAM 22 nm CMOS đầu tiên trên thế giới với máy mẫu quang khắc EUV. Các máy EUV được sản xuất hàng loạt đã được xuất xưởng vào năm 2011.

### Các sản phẩm khác
Ngoài sản xuất máy quang khắc dựa trên công nghệ bản ngâm và bước sóng tia cực tím (EUV), ASML có một danh mục tài sản trí tuệ đáng kể xung quanh công nghệ in quang khắc.

## Giới thiệu về công ty
Trụ sở chính toàn cầu của ASML đặt tại Veldhoven, Hà Lan. Đây cũng là địa điểm để nghiên cứu, phát triển, sản xuất và lắp ráp các máy quang khắc. Khách hàng của ASML có mặt trên toàn thế giới và công ty có hơn sáu mươi điểm dịch vụ tại mười sáu quốc gia. Công ty được liệt kê trên Sở giao dịch chứng khoán AEX và NASDAQ, dưới mã giao dịch ASML.
Công ty được thành lập năm 1984 với tên gọi ban đầu là ASM Lithography. Lúc đó, nó là liên doanh giữa hai công ty Hà Lan là Advanced Semiconductor Materials International (ASMI) và Philips. Ngày nay, ASML là một công ty đại chúng với một số ít cổ phần thuộc sở hữu của Philips. Khi công ty trở nên độc lập vào năm 1988, ASML từ tên viết tắt đã được sử dụng thành tên công ty chính thức.
Năm 2000, ASML đã mua lại Tập đoàn Silicon Valley (SVG), nhà sản xuất thiết bị quang khắc của Hoa Kỳ, trong lần đấu thầu cung cấp máy quét 193 nm cho Intel Corp. ASML cũng trải qua các chu kỳ lên xuống về lao động như các doanh nghiệp khác. Ví dụ, vào cuối năm 2008, ASML đã trải qua sự sụt giảm doanh số lớn, điều này khiến ban lãnh đạo cắt giảm khoảng 1000 lực lượng lao động trên toàn thế giới - đồng thời cũng xin hỗ trợ từ quỹ thất nghiệp quốc gia Hà Lan để ngăn chặn việc sa thải thậm chí còn lớn hơn. Hai năm rưỡi sau, ASML dự kiến doanh thu cao kỷ lục. Vào tháng 7 năm 2012, Intel công bố thỏa thuận đầu tư 4,1 tỷ đô la vào ASML để đổi lấy quyền sở hữu 15%, nhằm đẩy nhanh quá trình chuyển đổi từ các tấm đế cỡ 300 mm sang 450 mm và phát triển thêm về công nghệ quang khắc tia cực tím (EUV). Thỏa thuận này không cho Intel quyền độc quyền đối với các sản phẩm ASML trong tương lai và, kể từ tháng 7 năm 2012, ASML cung cấp thêm 10% cổ phần cho các công ty khác. Là một phần trong chiến lược EUV của họ, ASML đã công bố mua lại công ty Cymer, vốn là công ty sản xuất nguồn nguồn cho máy quang khắc DUV và EUV, vào tháng 10 năm 2012. Vào tháng 11 năm 2013, ASML đã tạm dừng phát triển thiết bị quang khắc với cỡ đế 450 mm, với lý do các nhà sản xuất chip không có lộ trình chắc chắn về việc chuyển đổi từ cỡ đế 300mm. Vào tháng 6 năm 2016, ASML đã công bố kế hoạch mua lại Hermes Microvision Inc. có trụ sở tại Đài Loan với giá khoảng 3,1 tỷ đô la để bổ sung công nghệ để tạo ra các chất bán dẫn nhỏ hơn và tiên tiến hơn.